# Lentiensi
I Lentiensi (tedesco: Lentienser)
furono una tribù alemannica stanziata nella regione compresa tra il fiume Danubio a nord, il fiume Iller ad est ed il lago di Costanza a sud, in quella che oggi è la Germania meridionale.

## Etnonimo
Il nome latino "Lentienes" deriva dal nome del villaggio celtico Lentia. Attualmente una regione a nord del lago di Costanza si chiama Linzgau.

## Storia
Di loro si dice che furono una delle tribù più ribelli del tempo. Esistono solo due citazioni dei Lentiensi, entrambe fatte dallo storico romano Ammiano Marcellino (330-395).
Apparvero la prima volta nel 355, quando al comandante romano Arbetio venne ordinato dall'imperatore Costanzo II di punire i Lentiensi per numerose incursioni fatte all'interno dell'Impero romano. La seconda volta vengono citati nel 378, quando attraversarono il Reno ghiacciato invadendo l'Impero romano. Vennero sconfitti dall'imperatore romano Graziano nella battaglia di Argentovaria (attuale Colmar in Alsazia), quando morì anche il loro re, Priario. Questa battaglia fu l'ultima campagna dell'imperatore romano oltre il limes. Fu anche l'ultima volta che il popolo dei Lentiensi venne citato nei documenti storici.